# Astrebla lappacea
Astrebla lappacea är en gräsart som först beskrevs av John Lindley, och fick sitt nu gällande namn av Karel Domin. Astrebla lappacea ingår i släktet Astrebla och familjen gräs. Inga underarter finns listade i Catalogue of Life.